# Warikahnite
La warikahnite est un minéral du groupe des arséniates et du sous-groupe des arséniates hydratés sans anions étrangers de formule Zn3(AsO4)2,2H2O.

## Inventeur et étymologie
La warikahnite a été décrite en 1979 par P. Keller, H. Hess et P. J. Dunn, et nommée en l'honneur de Walter Richard Kahn (1911-) (d'après les premières lettres de ses prénoms et nom), un vendeur et collectionneur allemand spécialisé dans les minéraux de Tsumeb, pour son soutien à la recherche sur les minéraux secondaires rares.

## Topotype
- Tsumeb Mine (Tsumcorp Mine), Tsumeb, Oshikoto, Namibie[2]
- Les échantillons de références sont déposés à l'Université de Stuttgart en Allemagne, à l'Université Harvard de Cambridge, ainsi qu'au National Museum of Natural History de Washington DC.

## Cristallographie
- Paramètres de la maille conventionnelle : a = 6,71 Å, b = 8,98 Å, c = 14,53 Å, α = 105,59 °, β = 93,44 °, γ = 108,68 °, Z = 4, V = 788,58 Å3
- Densité calculée = 4,29

## Gîtologie
La warikahnite est un rare minéral secondaire formé par altération de la tennantite dans la zone oxydée d'une dolomie hydrothermale dans un gisement polymétallique.

### Minéraux associés
tennantite, claudétite, ludlockite, cuproadamite, stranskiite, tsumcorite.

## Habitus

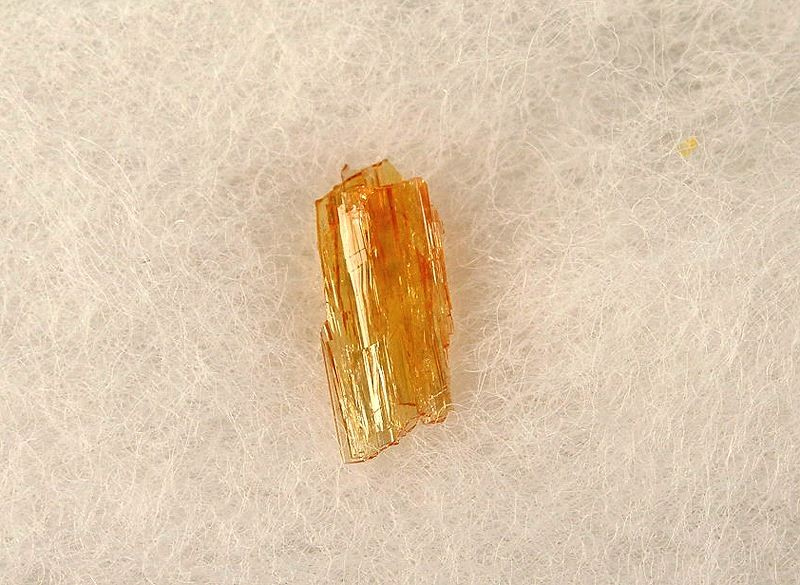
Warikahnite, Mine Tsumeb, Namibie, 0.9 x 0.4 x 0.1 cm.

La warikahnite se trouve sous la forme de cristaux aciculaires, subautomorphes, allongés le long de [100], aplatis sur {010}, striés, pouvant atteindre 2 centimètres, en agrégats radiés ou subparallèles.

## Gisements remarquables
- Grèce

Mine Pláka no 80, Mines Pláka, Pláka, District des Mines du Laurion, Laurion, Attique
Mine Christiana, Mines Kamariza, Agios Konstantinos, District des Mines du Laurion, Laurion, Attique
- Namibie

Tsumeb Mine (Tsumcorp Mine), Tsumeb, Oshikoto